# Severstal Aircompany
Severstal Aircompany (russisch ООО Авиапредприятие Северсталь) ist eine russische Fluggesellschaft mit Sitz in Tscherepowez. Sie ist eine 100-prozentige Tochtergesellschaft des russischen Metallurgiekonzerns Severstal. Der Heimatflughafen ist der Flughafen Tscherepowez 25 km nördlich der gleichnamigen Stadt.

## Geschichte

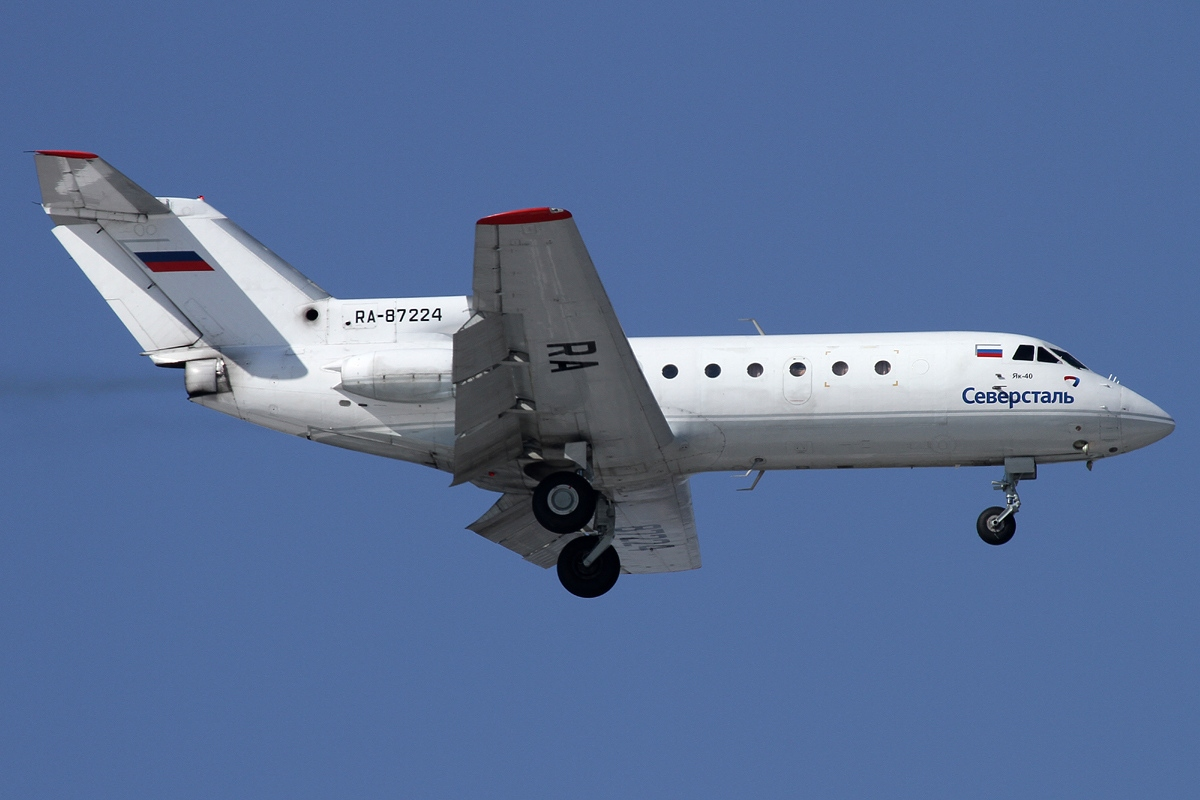
Yakovlev Yak-40, 2013

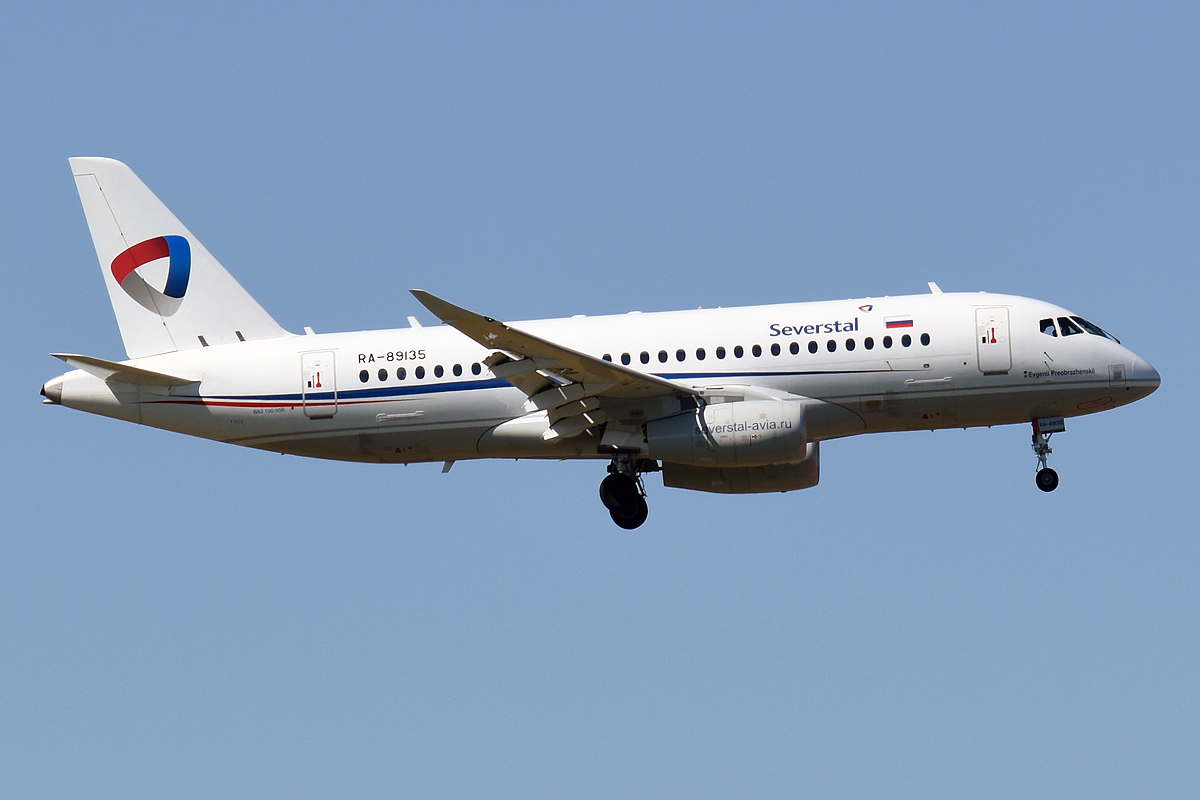
Sukhoi Superjet 100, 2021

Während des Zerfalls der Sowjetunion wurde der Flughafen Tscherepowez 1991 Teil des Metallurgiekombinats Tscherepowez. Das 1993 privatisierte Kombinat, welches der Firma Severstal gehört, führte den Flughafen und die damit verbundene Fluggesellschaft als organisatorische Untereinheit weiter. Es wurden Flüge für den Vorstand der Firma durchgeführt. Seit 1998 führte die Gesellschaft eigene Passagierflüge nach Moskau und Sankt Petersburg durch. Im Jahre 2002 wurden der Flughafen und die Fluggesellschaft in eine eigene Tochtergesellschaft ausgegliedert.
Am 28. April 2018 wurde bekannt, dass die Gesellschaft auf einer Luftfahrtmesse in Gelendschik einen Vertrag über den Kauf von sechs Flugzeugen vom Typ Suchoi Superjet 100 geschlossen hat. Der Kaufpreis betrug insgesamt 11 Mrd. Rubel. Die Flugzeuge sollten im Zeitraum zwischen 2018 und 2022 geliefert werden, die bisherigen Maschinen ersetzen und zu einem Passagieraufwuchs beitragen. Das erste Flugzeug dieses Typs sollte der Fluggesellschaft im Oktober 2018 zugehen und einen Monat später den Betrieb aufnehmen.

## Flotte

### Aktuelle Flotte
Mit Stand März 2022 besteht die Flotte der Severstal Aircompany aus zehn Flugzeugen mit einem Durchschnittsalter von 11,9 Jahren:
| Flugzeugtyp         | Anzahl | bestellt | Anmerkungen | Sitzplätze |
| ------------------- | ------ | -------- | ----------- | ---------- |
| Bombardier CRJ200   | 4      |          |             | 50         |
| Suchoi Superjet 100 | 4      |          |             | 93         |
| Gesamt              | 8      |          |             |            |

### Ehemalige Flugzeugtypen
- Jakowlew Jak-40